# Bahnstrecke Poix-Terron–Châtillon
| Preußische T 37 Lokomotive Kattowitz 118 der Oberschlesischen Eisenbahn (Dn2t, 785 mm, O&K, Baujahr 1904–1906) am 29. Mai 1916 in Poix-Terron |                                  |                          |                          |
| Streckenverlauf, 1910 Fahrplan der Chemins de fer départementaux des Ardennes, Mai 1914 |                                  |                          |                          |
| Streckenlänge: | 40 km                            |                          |                          |
| Spurweite: | Ab 1897: 800 mm Ab 1923: 1000 mm |                          |                          |
| |                                  |                          |                          |
| \| \| \| von Charleville-Mézières \| \| \| \| 0 \| Poix-Terron \| Poix-Terron \| \| \| \| nach Reims \| \| \| \| 5 \| La Crête-Mouton \| La Crête-Mouton \| \| \| 8 \| Baâlons \| Baâlons \| \| \| 9 \| Bouvellemont \| Bouvellemont \| \| \| 12 \| Chagny \| Chagny \| \| \| 15 \| Omont \| Omont \| \| \| 19 \| Terron-lès-Vendresse \| Terron-lès-Vendresse \| \| \| \| Strecke nach Raucourt \| \| \| \| 20 \| Vendresse \| Vendresse \| \| \| 22 \| La Cassine \| La Cassine \| \| \| 25 \| Sauville \| Sauville \| \| \| 29 \| Tanney \| Tanney \| \| \| 33 \| Le Chesne \| Le Chesne \| \| \| 37 \| Petites-Arm. \| Petites-Arm. \| \| \| \| von Buzancy/Bar \| \| \| \| 40 \| Châtillon-sur-Bar[3] \| Châtillon-sur-Bar[3] \| \| \| \| nach Vouziers \| \| |                                  |                          |                          |
| Strecke von links |                                  | von Charleville-Mézières | von Charleville-Mézières |
| Bahnhof | 0                                | Poix-Terron              | Poix-Terron              |
| Abzweig ehemals geradeaus und nach rechts |                                  | nach Reims               | nach Reims               |
| Haltepunkt / Haltestelle (Strecke außer Betrieb) | 5                                | La Crête-Mouton          | La Crête-Mouton          |
| Bahnhof (Strecke außer Betrieb) | 8                                | Baâlons                  | Baâlons                  |
| Haltepunkt / Haltestelle (Strecke außer Betrieb) | 9                                | Bouvellemont             | Bouvellemont             |
| Bahnhof (Strecke außer Betrieb) | 12                               | Chagny                   | Chagny                   |
| Bahnhof (Strecke außer Betrieb) | 15                               | Omont                    | Omont                    |
| Bahnhof (Strecke außer Betrieb) | 19                               | Terron-lès-Vendresse     | Terron-lès-Vendresse     |
| Abzweig geradeaus und von links (Strecke außer Betrieb) |                                  | Strecke nach Raucourt    | Strecke nach Raucourt    |
| Bahnhof (Strecke außer Betrieb) | 20                               | Vendresse                | Vendresse                |
| Bahnhof (Strecke außer Betrieb) | 22                               | La Cassine               | La Cassine               |
| Bahnhof (Strecke außer Betrieb) | 25                               | Sauville                 | Sauville                 |
| Bahnhof (Strecke außer Betrieb) | 29                               | Tanney                   | Tanney                   |
| Bahnhof (Strecke außer Betrieb) | 33                               | Le Chesne                | Le Chesne                |
| Haltepunkt / Haltestelle (Strecke außer Betrieb) | 37                               | Petites-Arm.             | Petites-Arm.             |
| Abzweig ehemals geradeaus und von links |                                  | von Buzancy/Bar          | von Buzancy/Bar          |
| Bahnhof | 40                               | Châtillon-sur-Bar        | Châtillon-sur-Bar        |
| Strecke nach rechts |                                  | nach Vouziers            | nach Vouziers            |

Die Bahnstrecke Poix-Terron–Châtillon war eine 40 Kilometer lange Schmalspurbahn im Norden Frankreichs mit einer Spurweite von 800 mm, die von den Chemins de fer départementaux des Ardennes abschnittsweise ab 1897 in Betrieb genommen, im Jahr 1923 auf Meterspur umgespurt und bis 1933 betrieben wurde.

## Geschichte
Der Streckenabschnitt Châtillon–Le Chesne wurde am 15. November 1897 für den Personen- und Expressgutverkehr in Betrieb genommen und am 3. Januar 1898 für den Güterverkehr, der Abschnitt Le Chesne–Vendresse am 5. Juni 1898 und der Abschnitt Vendresse–Poix-Terron erst 1904.
Der Bürgermeister und Generalrat von Le Chesne, Martin, verlangte unter Verweis auf die Bedeutung seiner Gemeinde, dass die Einweihung erst nach Fertigstellung der Hauptstrecke Vouziers–Le Chesne abgehalten solle, da der Abschnitt Châtillon–Buzancy in seinen Augen nur eine Abzweigung gewesen sei. Der Prêfect schlichtete den Konflikt, indem er als Kompromiss vorschlug, dass eine Einweihungsfeier in Le Chesne für die Strecken Vouziers–Le Chesne und Châtillon–Buzancy veranstaltet würde und eine weitere nach Abschluss der Arbeiten an der Strecke Vouziers-Raucourt. Die zweite Einweihungsfeier fand am 21. August 1898 unter dem Vorsitz des Ministers für öffentliche Arbeiten Louis Charles Tillaye vor dem Rathaus von Vouziers in extremer Einfachheit statt und dauerte höchstens eine halbe Stunde.
Aufgrund der während des Deutsch-Französischen Kriegs von 1870 bis 1871 gemachten Erfahrungen, wurde Strecke auf Drängen des französischen Militärs aus strategischen Gründen mit einer Spurweite von 800 mm gebaut, um ihre Nutzung durch eine feindliche Armee im Falle einer weiteren Invasion zu erschweren. Auch nachdem das Verbot der Verwendung der Meterspur aufgehoben worden war und die meisten Strecken der Betreibergesellschaft auf Meterspur umgespurt wurden, wurde die ungewöhnliche Spurweite weiterhin beibehalten, da man der Meinung war, dass die ungewöhnliche Spurweite von 800 mm die deutsche Nutzung des Systems verhindern würde. Offensichtlich wurde dabei nicht berücksichtigt, dass die Spurweite von 785 mm der von der Oberschlesische Eisenbahn (OSE) betriebenen Oberschlesischen Schmalspurbahn nur um 15 mm abwich. Daher konnten während des Ersten Weltkriegs deren Lokomotiven und Wagen auf der Strecke eingesetzt werden, da die Laufflächen dieser Fahrzeuge breit genug waren, um sie auf der 15 mm breiteren Spurweite zu betreiben. Obwohl die größere Gierbewegung bei entsprechend reduzierter Geschwindigkeit prinzipiell tolerierbar war, kam es gelegentlich zu Entgleisungen.

## Bahnhöfe

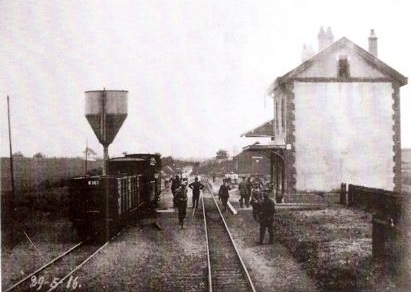
Baâlons, 29. Mai 1916
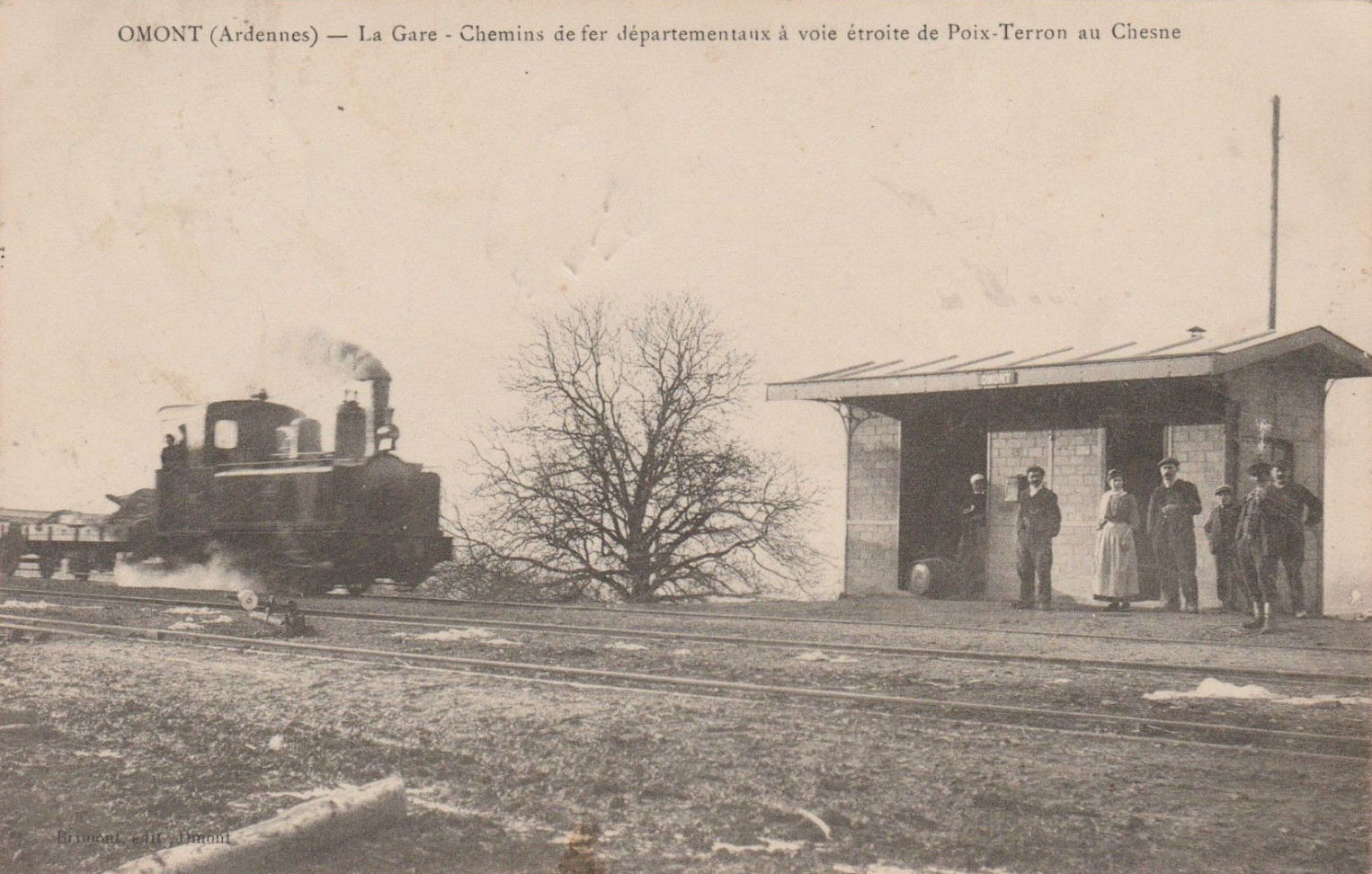
Omont
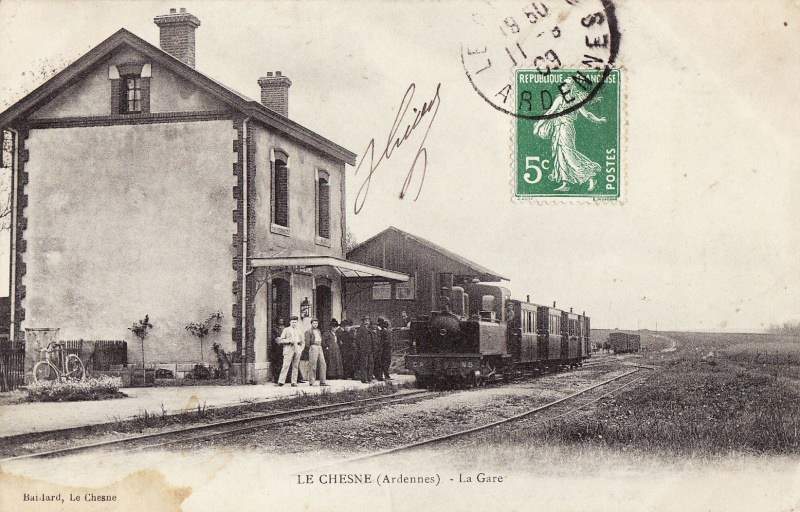
Le Chesne
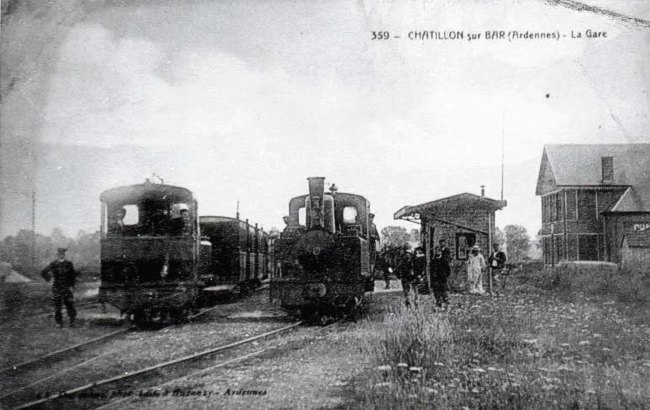
Châtillon